# Sotero Phamo
Sotero Phamo (* 23. November 1943 in Hoya) ist emeritierter Bischof von Loikaw.

## Leben
Sotero Phamoempfing am 18. März 1972 die Priesterweihe. Papst Johannes Paul II. ernannte ihn am 14. November 1988 zum Bischof von Loikaw.
Die Bischofsweihe spendete ihm der Bischof von Taunggyi, John Baptist Gobbato PIME, am 22. April des nächsten Jahres; Mitkonsekratoren waren Abraham Than, Bischof von Kengtung, und Isaac Danu, Bischof von Toungoo.
Während der Sedisvakanz im Erzbistum Yangon vom 30. September 2002 bis zur Ernennung des neuen Erzbischofs am 24. Mai 2003 war er Diözesanadministrator der Erzdiözese.
Papst Franziskus nahm am 26. April 2014 seinen vorzeitigen Rücktritt an. 